# Júlia battenbergi hercegnő
Júlia battenbergi hercegnő, született Julia Hauke grófnő (németül: Gräfin Julia Hauke, Prinzessin von Battenberg, teljes nevén Julia Theresia; Varsó, 1825. november 12./24. – Heiligenberg, 1895. szeptember 19.) német nemes, morganatikus házassága révén előbb Battenberg grófnéje, majd hercegnéje.

## Élete
Julia Hauke grófnő 1825-ben született az oroszok által uralt Lengyel Királyságban Hans Moritz Hauke gróf és Sophie la Fontaine tizenegy gyermeke közül az utolsó előttiként. Édesapja német és lengyel felmenőkkel rendelkezett, ennek ellenére csatlakozott I. Napóleon francia császár seregeihez. Később átállt az oroszok szolgálatába, ahol I. Miklós orosz cár felfigyelt remek katonai képességeire, és grófi rangra emelte őt és feleségét. Az 1830-as novemberi lengyel forrongások során von Hauke grófot lelőtték Varsóban, felesége pedig hamarosan belehalt a megrázkódtatásba. Gyermekeiket így az orosz cári család gondnoksága alá helyezték.
Júlia grófnő Marija Alekszandrovna hessen–darmstadti hercegnő, II. Sándor orosz cár feleségének udvarhölgyei közé került. A cárné egyik fivére, Sándor hessen–darmstadti herceg egy alkalommal meglátogatta testvérét Szentpétervárott, és találkozott Júliával. Sándor herceg és Júlia egymásba szerettek, azonban II. Sándor cár nem tűrt semmiféle kapcsolatot a sógora és egy udvarhölgy között. Sándor hercegnek el kellett hagynia az udvart, később mégis visszatért a grófnőért és megszöktette. Boroszlóba mentek, ahol 1851. október 28-án összeházasodtak; később öt gyermekük született:
- Mária battenbergi hercegnő (1852–1923), házassága révén Erbach–Schönberg hercegnéje
- Lajos Sándor battenbergi herceg (1854–1921), Milford Haven őrgrófja
- Sándor battenbergi herceg (1857–1893), Bulgária uralkodó hercege, később Hartenau grófja
- Henrik battenbergi herceg (1858–1896), nőül vette Beatrix brit királyi hercegnőt
- Ferenc József battenbergi herceg (1861–1924), nőül vette Anna montenegrói királyi hercegnőt.

Júlia grófnő, lévén hogy csak egy nem olyan régen szerzett grófi címet viselt, rangban nem volt méltó egy nagyherceg fiához. Sándor herceggel való házasságukat így morganatikusnak tartották, öt gyermekük nem rendelkezett semmilyen trónigénnyel a hesseni trónra. 1851. november 5-én Júlia grófnő sógora, III. Lajos hesseni nagyherceg a „gróf Battenberg” (Graf/Gräfin von Battenberg) címmel adományozta meg Júlia grófnőt és gyermekeit, melyet 1858. december 26-án „herceg Battenberg” (Prinzess/Prinzessin von Battenberg) névre módosított. A hercegi címet felvette Sándor herceg is, megalapítva ezzel a Battenbergi-házat, a Hesseni-ház egyik alágát. A cím nem járt tényleges hatalommal, hiszen valódi Battenbergi Hercegség nem létezett; ugyanakkor a család tagjait ha nem is uralkodó, de a „magasabb rangú” hercegekként ismerték el az európai udvarokban.
1857. május 12-én Júlia hercegnő elhagyta római katolikus vallását, és áttért a hesseni nagyhercegi család hivatalos hitére, a lutheránusra. A hercegnő 1895. szeptember 19-én hunyt el a Jugenheim közelében fekvő Heiligenberg kastélyában.